# Arthur Phillip

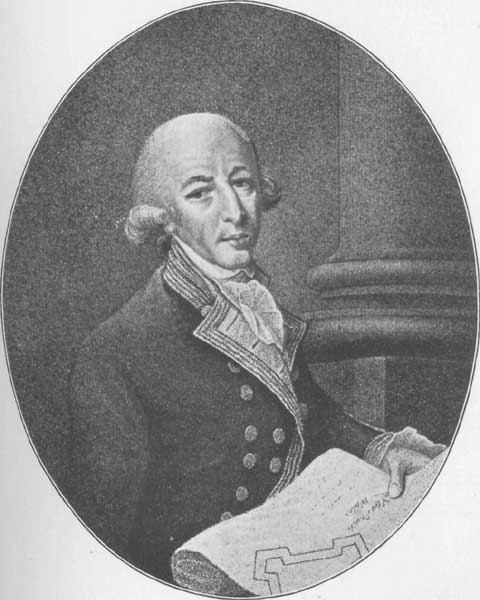
Arthur Phillip

Arthur Phillip (11 oktober 1738 - 31 augustus 1814) was een Brits admiraal en koloniaal bestuurder. Phillip werd benoemd tot gouverneur van New South Wales, de eerste Europese kolonie van het Australische continent. Hij was de stichter van de plaats die nu Sydney heet.

## Militaire loopbaan
- Seaman: 16 oktober 1755
- Lieutenant: 1762
- Captain: 1774-1778 (Portugese Marine)
- Post-Captain: 30 november 1781
- Rear Admiral of the Blue: januari 1799[1]
- Rear Admiral of the White:
- Rear Admiral of the Red: 5 November 1805[2]
- Vice Admiral of the White: 25 oktober 1809[3]
- Vice Admiral of the Red: 31 juli 1810[4]
- Admiral of the Blue: 7 juni 1814[5]